# 买买提的2008
《买买提的2008》（維吾爾語：مەمەتنىڭ 2008 يېلى‎）是2008年上映，由天山电影制片厂制作，西尔扎提·亚合甫执导，张冰编剧，伊斯拉木江·瓦力斯、阿孜古丽·热西提、木拉丁·阿不力米提等主演的青春励志影片。《买买提的2008》是为迎接2008年夏季奥林匹克运动会而创作的影片。曾获得第13届中国电影华表奖优秀少儿童牛影片奖，以及第27届中国电影金鸡奖的两项提名。
《买买提的2008》背景故事取材于新疆百年足球村——克孜勒苏柯尔克孜自治州的依克萨克村。电影主要讲述的是一群来自新疆沙尾村（即电影中村子的名称）的维吾尔族小孩，基于足球这一共同爱好组成足球队，在买买提和迪里拜尔教练的带领下获得县比赛冠军，并完成前往北京看奥运会梦想的故事。《买买提的2008》累计票房进128万元人民币。

## 剧情
人人热爱足球的沙尾村突然闯入一个陌生人，原来是地区体委下派的买买提（伊斯拉木江·瓦力斯 饰）。买买提本为在体委任职的达瓦孜演员，因为自己的目中无人，赶走了前来报到的足球教练迪里拜尔（阿孜古丽·热西提 饰）。生气的体委领导将买买提下派到沙尾村建立足球队，并“命令”他如果无法率领足球队获得县青少年足球比赛冠军，他也就不用回体委了。买买提对足球一知半解，但自以为在闭塞的沙尾村绰绰有余，却不想这里的孩子对英格兰足球超级联赛等世界顶级足球赛事如数家珍，并且都给自己起了符合自己的绰号，比如爱顶人的光头齐达内·艾力、球技精湛但不爱传球的马拉多纳·沙比尔等。
村长卡德尔大叔（木拉丁·阿不力米提 饰）召集村民开会，商讨给村子打井取水的事宜。然而因为周边村子的搬离，让村民对打井一事兴味索然。会议结束时，买买提趁机提出组建足球队，面对没有兴趣的村民们，买买提编造出如果足球队能够获得县冠军，球员就能去观看2008年北京奥运会的谎话。这让村民们开始支持足球队的组建。沙尾村自己的足球队梦想队成立后，首先遇到的就是训练困难。买买提并无任何足球队执教经历，也没有任何相关知识，首次训练时，球员们甚至追球追到离开“球场”进入树林。不会团队配合的球队随即迎来了首个对手，并输掉了比赛。
村民们听闻球队失利的消息后，在村头议论。卡德尔大叔打断了讨论，并告诉众人球队失利是因为孩子们团队配合不足，同样的事在沙尾村的大人们身上也在发生，一些丧失了为生存而打井的志气。另一边，买买提找到了迪里拜尔教练，在经过长途追车、认真道歉后，迪里拜尔答应训练梦想队队员。此时梦想队招收了孙雯·米娜尔，球队唯一的女队员。短暂集训后，梦想队在第二场比赛中获得平局。村民们不仅开始用实际行动支持球队，也开始挖井的工作。在迪里拜尔的训练下，梦想队的团队合作能力明显提高，并顺利获得第三场比赛的胜利。
一切向好的发展时，球队的进攻核心马拉多纳·沙比尔和罗纳尔多·萨迪克的家长将他们送到了正规足球学校，也就是决赛时梦想队的对手乌斯曼队。当问及原因时，两家家长揭穿了买买提的谎言，买买提也因为羞愧离开沙尾村。虽然离开，买买提并未忘记梦想队，他答应之前拒绝的达瓦孜商业表演，合作老板也答应为他和梦想队提供前往北京的的费用。决赛中，乌斯满队率先得分，但球队老板并不满意新来的两位球员的表现。马拉多纳·沙比尔一怒之下，向乌斯满队球门射门，比分打平。孙雯·米娜尔随即打入制胜进球，梦想队获得比赛胜利。买买提赶到现场，和球员们一起庆祝，并获得前往北京看奥运会的费用。而沙尾村的井也在村民们的努力下开始出水。

## 故事原型
《买买提的2008》的故事原型取材于新疆克孜勒苏柯尔克孜自治州阿图什市上阿图什镇的百年足球村依克萨克村。依克萨克村是新疆维吾尔族足球运动的起源地，1885年，巴吾东·穆萨巴耶夫、胡赛英·穆萨巴耶夫兄弟在依克萨克村建立小学，同时修建有足球场。从德国、土耳其回新疆的留学生、在校任教的外籍教师将现代足球运动带到依克萨克村。彼时足球用羊皮毛塞棉花制成或用破布缠裹制成，专门踢球的地方被称为“球坊”。民国十六年（1927年）5月，英国驻喀什总领事馆组织的足球队和依克萨克村民组成的足球队进行足球比赛，结果以依克萨克足球队2:1获得胜利。
电影开拍前，依克萨克村村民会在家里挂喜爱的球星照片，对国际赛事他们也了如指掌。村里的一些老爷爷不记得孙子的名字，却记得孙子“马拉多纳”之类的绰号。村内时常进行足球比赛，村民会以家族为单位，20-30口人分成两队互相比赛。村中一些80岁的老人甚至能保持不错的球技。

## 制作拍摄
2005年，编剧张冰在采访喀什市的一支足球队后，编写出相关体育题材电影剧本。然而在2006年初天山电影制片厂组织的创作会中，这个剧本并未使人满意。导演西日扎提·牙合甫因为看到了关于百年足球村依克萨克村的报道后，在创作会上提出新方案并得到厂长的认可。随后，对依克萨克村感兴趣的厂长、编剧、西日扎提·牙合甫前往依克萨克村采访，以依克萨克村为原型的剧本得以创作出来。
《买买提的2008》是导演西日扎提·牙合甫首次独自执导电影。最初计划在依克萨克村拍摄，然而当地平坦的地势无法满足导演对影片中新疆环境的刻画，所以选择在吐鲁番的一个古老村落中进行拍摄。其中一些镜头选择在库尔勒市的胡杨林中拍摄完成。同样，西日扎提·牙合甫最初计划让依克萨克村村民参与电影拍摄，不过由于新拍摄地过于遥远，依克萨克村年长的村民可能经不起奔波而作罢。电影中村长卡德尔大叔选择由职业演员木拉丁·阿不力米提扮演，女主角选择由有表演经验的舞蹈演员阿孜古丽·热西提扮演。12位儿童演员则是从新疆各地学校选取的会踢球且长相适合的学生。电影中出现的球技绝佳的老人是新疆体委（即新疆维吾尔自治区体育局）的退休人员。
电影拍摄时，西日扎提·牙合甫曾试图通过绘制超过1500幅分镜草图来找到沙尾村的灵魂来表达电影核心，但并未如愿。这些分镜草图反而代替晦涩的文字成为与儿童演员交流的方式：儿童演员通过看图了解剧情和角色，了解从哪里入画、从哪里出画，了解哪个镜头是全景，哪个是大全景。整部电影西日扎提·牙合甫无论是拍摄还是剧情，都主要体现“好玩”。拍摄时的好玩，让儿童演员面对镜头时不紧张，表演和台词自然。剧情中，西日扎提·牙合甫则考虑过拍摄好玩的“功夫足球”，不过最终还是选择带有艺术性的现实表达，电影中的足球内容并未按专业足球比赛规则进行拍摄，比如从踩着蹲在地上的小朋友身上起跳头球的动作等。另外，剧情中曾有男女主角感情戏，导演拍摄时认为《买买提的2008》最终应为儿童片，感情戏被砍去。
2007年10月31日，电影《买买提的2008》在吐鲁番杀青。吐鲁番地区地委书记孙昌华，地委委员、宣传部长石慧琼、行署副专员西克然木·吾甫尔以及吐鲁番地区宣传部门人员和天山电影制片厂剧组人员参加了杀青联谊会。

## 上映和票房
华夏电影发行有限责任公司负责《买买提的2008》的宣发工作。2008年3月为电影举办专题策划会。4月参与第十五届北京大学生电影节并获“体育题材创作奖”。华夏电影还在5月到7月举办“全国重点院线百家影院优秀奥运题材电影展映活动”，其中《买买提的2008》是首部重点推荐影片。6月，《买买提的2008》成为第29届奥林匹克运动会组织委员会和国家广播电视总局主办的迎奥运全国数字电影“同日万点放映”活动影片。
2008年4月29日，《买买提的2008》在新疆率先上映。这一天距离2008年夏季奥林匹克运动会开幕式正好100天。在中国全国上映前夕，超过16000人次观影，放映场次超过225场。2008年5月8日，《买买提的2008》首映式在人民大会堂举办，全国人民代表大会常务委员会副委员长司马义·铁力瓦尔地出席了首映式。
《买买提的2008》累计票房127.83万元人民币，首映日票房1.63万元人民币，首周票房4.36万元人民币。累计观影人次14.19万人次，累计场次2426场。

## 电影特色

### 叙事结构
《买买提的2008》采用双线叙事结构。显性叙事结构凸显了奥林匹克运动会的主题，即沙尾村孩子们为前往北京观看奥运会这个梦想，为争夺足球比赛冠军而努力的故事。《买买提的2008》体现了维吾尔族成人与小孩参与到中国百年奥林匹克梦的过程。首都北京举办的奥运会似乎对沙尾村而言遥不可及。然而影片处处体现着沙尾村维吾尔村民们为实现奥运梦想的努力，梦想队输球后，村中妇女们开始给孩子制作统一的球衣；孙雯·米娜尔的酒鬼父亲为改善孩子们的伙食，不再醉生梦死等。除了足球比赛，绰号的选取也体现孩子眼中的奥运，一些孩子将绰号起为孙雯、刘翔。另外在提及梦想时，有的孩子说如果无法获得冠军，他也会通过做手鼓挣钱去看北京奥运会。
《买买提的2008》的隐性叙事结构则是沙尾村村民在村长的带领下，展开打井取水、保卫沙漠边缘家园的故事。村长卡德尔大叔利用孩子们追求梦想展示出的积极进取的精神，鼓舞村民们。卡德尔大叔年轻时，沙尾村村民为修建红旗水库，和其他村镇、新疆生产建设兵团进行比赛，仅用三个月修好了水库。然而如今的沙尾村连打十口井的勇气都没有。在孩子们获得第一场比赛胜利后，各有小算盘的村民意识到要给孩子做榜样，于是主动参与到打井工作之中。最终电影结尾打出了“沙尾村打出10口机井，来年种下3000棵树的防沙林”的成果。沙尾村村民团结起来争取生存和发展空间，也是一种奥运精神的延伸。

### 音乐特色
《买买提的2008》采用童声演绎的明快旋律以体现孩子们乐观的态度。伴奏则采用历史悠久且具有爆发力的刀郎木卡姆，刀郎木卡姆特有的抒情和叙事性，更好的表达出沙尾村孩子们对足球的热爱。比赛时，手鼓打出的节奏会和孩子们在球场上蹦跑的节奏相结合。另外，影片中也有现代感的音乐，如出征时孩子们合唱的《We Will Rock You》等歌曲。

### 幽默元素
《买买提的2008》中多处体现维吾尔族的诙谐幽默。如卡德尔大叔将村民开会之地称为“人民大会堂”；买买提和孩子们初见时，村委会广播中传出“阿里木家的牛昨天晚上0点32分生了一头57公斤的牛娃子，刚站起来就冲阿里木叫：我要吃草、我要吃草”的村庄新闻；村民开会时，酒鬼提问：“凭什么我们要团结在村委会周围。”村长回答：“难道我们要团结在酒瓶子周围？”

## 获奖
《买买提的2008》先后获得第13届中国电影华表奖优秀少儿童牛影片奖、第27届中国电影金鸡奖最佳儿童片及导演处女作奖提名。第9届中国长春电影节中，《买买提的2008》获最受群众欢迎影片奖。第4届越南国际体育影视节中，《买买提的2008》获得故事片类一等奖。第11届平壤国际电影节中，《买买提的2008》是8部中国展映电影之一。